# Фиљаковске Коваче
Фиљаковске Коваче (слч. Fiľakovské Kováče) насељено је мјесто са административним статусом сеоске општине (слч. obec) у округу Лучењец, у Банскобистричком крају, Словачка Република.

## Становништво
| Година:    | 1994. | 2004.   | 2014.   | 2024.   |
| ---------- | ----- | ------- | ------- | ------- |
| Број људи: | 880   | 898     | 915     | 918     |
| Разлика:   |       | +2,04 % | +1,89 % | +0,32 % |

| Година:    | 2023. | 2024.   |
| ---------- | ----- | ------- |
| Број људи: | 904   | 918     |
| Разлика:   |       | +1,54 % |

Према подацима о броју становника из 2011. године насеље је имало 910 становника.